# ヘルシーホーム
株式会社 ヘルシーホーム(英文社名：Healthy Home,Inc.)は、土地＋建物を家賃並みの支払いでマイホーム実現をキャッチに岡山・倉敷を中心に建築業を行っている会社

2009年・2010年･2011年･2012年･2013年･2014年･2015年と岡山県下のビルダーで着工棟数が1位、2013中国地方着工棟数1位と上位にランクされている。

## 沿革
- 1977年（昭和52年）4月 - 備南トーヨー住器として設立
- 1980年（昭和55年）4月	- (株)ヘルシー不動産設立（不動産業）
- 1992年（平成 4年）6月	- (株)ヘルシーホーム 設立

## グループ企業
- ヘルシー不動産
- ヘルシースエルテジャパン